# Topoisomerasa

Funcionamiento de la ADN Girasa de E.Coli.Topoisomerasa de tipo II

Las topoisomerasas (tipo I: EC 5.99.1.2, y tipo II: EC 5.99.1.3) son enzimas capaces de actuar sobre la topología del ADN, ya sea enredándolo para permitir que se almacene de manera más compacta o desenredándolo para que controle la síntesis de proteínas y para facilitar la replicación del mismo. Estas enzimas son necesarias debido a los inherentes problemas causados por la configuración estructural del ADN.
El ADN posee una estructura en forma de doble hélice en la cual dos hebras o cadenas de azúcar 2-desoxiribosa unidas por puentes hidrógeno se encuentran enrolladas una sobre la otra, con cuatro bases, adenina, timina, citosina y guanina apareadas y apiladas en el hueco central de esta hélice casi como los escalones en una escalera caracol, esta estructura permite conservar de manera hermosa y estable el material genético. Pero ya Watson y Crick habían notado que las dos hebras de ADN se encontraban enrolladas y retorcidas una sobre la otra, y que esto necesariamente requeriría de un mecanismo capaz de desarrollar y separar las hebras para permitir el acceso a la información almacenada.
Con la finalidad de solventar los problemas causados por esta configuración de doble hélice, las topoisomerasas son capaces de cortar y pegar ya sea una o dos de las hebras de azúcar fosfato que forman el armazón o esqueleto del ADN. Esta rotura selectiva permite al ADN desenmarañarse y desenrollarse para permitir el acceso de otras enzimas a la información contenida en su interior. Al final del proceso el ADN es restaurado a su configuración inicial. Y ya que el ADN enredado y desenredado poseen la misma composición química y los mismos enlaces organizados de la misma forma, las dos formas de ADN, la enredada y la desenredada, son isómeros que difieren solo en su configuración global. De allí el nombre de las enzimas. Las topoisomerasas son enzimas isomerasas que actúan sobre la topología del ADN.

## Descubrimiento
La necesidad de esta enzima fue reconocida incluso antes de ser descubierta, cuando la naturaleza de doble hélice del ADN fue resuelta por Watson y Crick; los autores notaron que debía haber algún mecanismo que pudiera resolver o solventar los enredos que surgirían de esta característica estructural. La primera topoisomerasa revelada, la topo I de E. coli, fue descubierta por James C. Wang.

## Función
La estabilidad derivada de la configuración en doble hélice del ADN, reside, naturalmente, en que gracias a esta configuración resulta muy difícil separar las dos hebras, haciendo indispensable la acción de helicasas u otras enzimas para permitir la transcripción de aquellas secuencias de ADN que codifican proteínas, o incluso si los cromosomas van a ser replicados. En el caso de los cromosomas circulares como los que poseen las bacterias, en los cuales la doble hélice se encuentra unida por los extremos formando literalmente un círculo cerrado, las dos hebras se encuentran topológicamente enrolladas, o anudadas. Es decir que, lazos idénticos de ADN pero con diferentes números de giros sobre sí mismo, son topoisómeros, y no pueden ser interconvertidos por ningún proceso que no involucre la ruptura de las dos hebras de ADN. Las topoisomerasas catalizan y guían el desanudamiento y estiramiento del ADN creando rupturas momentáneas en las hebras de ADN y utilizando una tirosina evolutivamente muy conservada como residuo catalítico.
La inserción de un genoma viral dentro de los cromosomas y otras formas de recombinación genética también requieren de la acción de topoisomerasas.

## Importancia clínica
Véase también inhibidor de las topoisomerasas
Muchas drogas actúan interfiriendo con las topoisomerasas . 
Todos los antibióticos de amplio espectro de la familia de las fluoroquinolonas, p ej ciprofloxacina, actúan interfiriendo con la función de las topoisomerasas de tipo II bacterianas, lo que causa rupturas incontrolables en las cadenas de ADN debidas a la acumulación de tensiones internas causadas por los enrollamientos. Estas pequeñas moléculas inhibidoras actúan como eficientes bactericidas simplemente jaqueando la capacidad natural que tiene la topoisomerasa para aliviar tensiones estructurales creando rupturas controladas en las hebras de ADN.
Algunos tipos de drogas quimioterápicas llamadas inhibidores de las topoisomerasas funcionan interfiriendo con las topoisomerasas eucarióticas de mamíferos en las células cancerosas. Ya que las topoisomerasas también cumplen la función estructural de aliviar las tensiones causadas por los enrollamientos del ADN, la inhibición de topoisomerasas eucarióticas induce rupturas en el ADN que finalmente obliga a las células a entrar en el ciclo de muerte celular programada (apoptosis). Sin embargo este efecto de daño en el ADN, puede causar neoplasias secundarias en las personas tratadas, por lo que se tiene muy en cuenta la relación costo beneficio en este tipo de tratamientos.
La topoisomerasa I es el antígeno que es reconocido por los anticuerpos Anti Scl-70 en la enfermedad autoinmune esclerodermia.

## Problemas topológicos
El ADN posee tres tipos principales de topología: superenrollamiento, anudamiento y concatenación. Quitando los procesos esenciales de replicación o transcripción, el resto del tiempo el ADN debe mantenerse en una configuración lo más compacta posible, y estos tres estados topológicos contribuyen a la causa. Sin embargo cuando ocurren los procesos de transcripción o de replicación, el ADN debe ser separado en hebras simples, y los estados de enrollamiento dificultan seriamente este proceso. Y adicionalmente, durante la replicación, el nuevo dúplex de ADN replicado y la cadena original terminan enredadas entre sí, y deben ser completamente separadas para garantizar la integridad del genoma mientras la célula se divide. Mientras la burbuja transcripcional recorre la cadena, el ADN por delante de la horquilla de transcripción va adquiriendo un súperenrollamiento, mientras que el ADN corriente abajo de la horquilla va quedando prácticamente desenrollado. Cuando ocurre la replicación del ADN, la doble cadena por delante de la horquilla de replicación va quedando positivamente superenrollada, mientras que el ADN por detrás de la horquilla queda enredado formando precatenanos. Uno de los problemas topológicos más fundamentales ocurre al final de la replicación, cuando los cromosomas hijos deben ser completamente desenredados antes de que la mitosis tenga lugar. La topoisomerasa tipo II desempeña un rol esencial resolviendo estos problemas topológicos, además tiene huecos extras.

## Tipos de topoisomerasas
Las topoisomerasas pueden resolver los problemas topológicos del ADN, y en base al tipo de mecanismo que utilizan pueden ser separadas en dos grandes grupos en base al número de hebras de ADN que cortan por ronda de acción: ambos tipos de enzimas utilizan un residuo tirosina evolutivamente muy conservado como sitio activo, sin embargo ambos tipos de enzimas son estructural y mecanísticamente diferentes.
- Las Topoisomerasas tipo I cortan una hebra de ADN, permitiendo de esta forma liberar las tensiones internas debidas a un excesivo enrollamiento o a un enrollamiento deficiente. Una vez que la tensión se ha relajado, pega los extremos de la hebra cortada. Al cortar una de las hebras se permite que la molécula rote alrededor del enlace que permanece íntegro reduciendo el estrés debido al enrollamiento. Las topoisomerasas de tipo I no requieren de ATP para su funcionamiento. Las topoisomerasas de tipo I son frecuentemente subdivididas en dos subclases: Topoisomerasas IA; las cuales tienen muchas similitudes estructurales y mecanísticas con las topoisomerasas de tipo II. Y topoisomerasas IB; las cuales utilizan un mecanismo de rotación controlada.

Algunos ejemplos de topoisomerasas de tipo IA incluyen a la topo I y a la topo III. En el pasado las topoisomerasas de tipo IB eran frecuentemente referidas como topoisomerasa de tipo I eucariótica, pero las topoisomerasas de tipo IB se encuentran presentes en los tres dominios de la vida. Es interesante notar que las topoisomerasas de tipo IA forman un intermediario covalente con el extremo 5'fosfato (dejando un 3'OH libre) de la simple hebra de ADN, mientras que las topoisomerasas de tipo IB lo hacen con el extremo 3'fosfato (dejando un 5'OH libre).
Recientemente se ha identificado un nuevo tipo de isomerasa I(IC), llamada topo V. Esta a pesar de que resulta totalmente diferente a las topoisomerasas IA y IB desde el punto de vista estructural, comparte similitudes con el mecanismo de las topoisomerasas IB: 
- La Topoisomerasa tipo II corta ambas hebras de la cadena de ADN, y pasa otra doble cadena intacta por el hueco formado en la ruptura. Estas también se dividen en dos subclases: tipo IIA y IIB, las cuales son similares en estructura y mecanismo. Ejemplos de topoisomerasas de tipo IIA incluyen a la topo II eucariótica, a la girasa de E. coli, y a la topo IV de E. coli. Un ejemplo de las toposiomerasas de tipo IIB sería la topo VI.

| Topoisomerasa                             | IA | IB | IIA | IIB |
| ----------------------------------------- | -- | -- | --- | --- |
| Metal Dependientes                        | Si | No | Si  | Si  |
| ATP Dependientes                          | No | No | Si  | Si  |
| Ruptura de Simple (SS) o Doble (DS) hebra | SS | SS | DS  | DS  |
| Polaridad de Ruptura                      | 5' | 3' | 5'  | 5'  |
| Cambio en NE                              | ±1 | ±N | ±2  | ±2  |

Ambos tipos de topoisomerasas cambian el número de enlace (NE) del ADN. Las topoisomerasas de tipo IA cambian el número de enlace en uno, los tipos IB y IC provocan un cambio en un entero, mientras que las topoisomerasas de tipo IIA y IIB provocan un cambio de dos en el número de enlace.